# Borda de grão

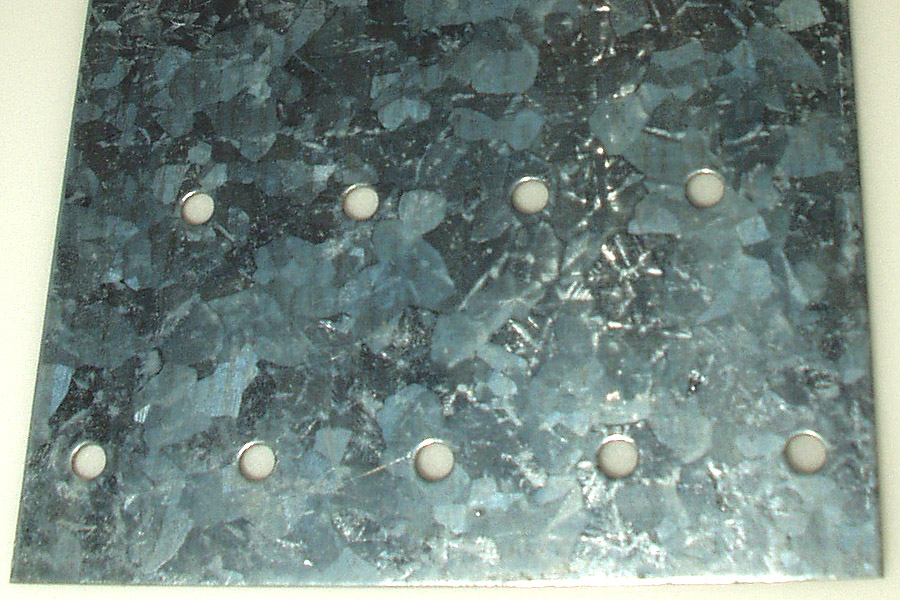
Superfície galvanizada com grãos de zinco visíveis.

A borda, fronteira, ou limite de grão é a superfície de separação entre dois cristais de um mesmo grão policristal. Surge como consequência do mecanismo do crescimento de grão, ou cristalização, quando dois cristais que têm crescido a partir de núcleos diferentes se "encontram". Apesar de ter a mesma estrutura cristalina, as orientações, devido à casualidade, serão diferentes e uns cristais compensarão aos outros: os policristais costumam ser isótropos.

## Algumas propriedades
- A maior (>) tamanho de grão, maior conductividade eléctrica pois maior quantidade de superfície de borda de grão impede o movimento dos elétrons.
- A menor tamanho de grão, maior resistência mecânica, pois as dislocaçẽs terão menor mobilidade ao estar impedido seu movimento. Os limites de grão "ancoram" as dislocações impedindo seu movimento, por tanto um  policristal resistirá melhor a tracção que um monocristal.

## Mais leitura
- RD Doherty; DA Hughes; FJ Humphreys; JJ Jonas; D Juul Jenson;  et al. (1997). «Current Issues In Recrystallisation: A Review». Materials Science and Engineering A. 238 (2): 219–274. doi:10.1016/S0921-5093(97)00424-3
- G Gottstein, LS Shvindlerman (2009). Grain Boundary Migration in Metals: Thermodynamics, Kinetics, Applications, 2nd Edition. [S.l.]: CRC Press